# 10e étape du Tour d'Espagne 2018
La 10e étape du Tour d'Espagne 2018 se déroule le 4 septembre 2018, entre Salamanque et Fermoselle, sur un parcours de 177 kilomètres.

## Résultats

### Classement de l'étape
| \| Classement de l'étape \| Classement de l'étape \| Classement de l'étape \| Classement de l'étape \| Classement de l'étape \| \| Coureur \| Coureur \| Pays \| Équipe \| Temps \| \| --------------------- \| --------------------- \| --------------------- \| ---------------------- \| --------------------- \| \| 1er \| Elia Viviani \| Italie \| Quick-Step Floors \| 4 h 08 min 08 s \| \| 2e \| Peter Sagan \| Slovaquie \| Bora-Hansgrohe \| + 0 s \| \| 3e \| Giacomo Nizzolo \| Italie \| Trek-Segafredo \| + 0 s \| \| 4e \| Nelson Soto \| Colombie \| Caja Rural-Seguros RGA \| + 0 s \| \| 5e \| Marc Sarreau \| France \| Groupama-FDJ \| + 0 s \| \| 6e \| Danny van Poppel \| Pays-Bas \| LottoNL-Jumbo \| + 0 s \| \| 7e \| Iván García Cortina \| Espagne \| Bahrain-Merida \| + 0 s \| \| 8e \| Jon Aberasturi \| Espagne \| Euskadi-Murias \| + 0 s \| \| 9e \| Simone Consonni \| Italie \| UAE Team Emirates \| + 0 s \| \| 10e \| Matteo Trentin \| Italie \| Mitchelton-Scott \| + 0 s \| |                     |           |                        |                 |
| |                     |           |                        |                 |
| Source : ProCyclingStats |                     |           |                        |                 |
| Classement de l'étape |                     |           |                        |                 |
| Coureur | Coureur             | Pays      | Équipe                 | Temps           |
| 1er | Elia Viviani        | Italie    | Quick-Step Floors      | 4 h 08 min 08 s |
| 2e | Peter Sagan         | Slovaquie | Bora-Hansgrohe         | + 0 s           |
| 3e | Giacomo Nizzolo     | Italie    | Trek-Segafredo         | + 0 s           |
| 4e | Nelson Soto         | Colombie  | Caja Rural-Seguros RGA | + 0 s           |
| 5e | Marc Sarreau        | France    | Groupama-FDJ           | + 0 s           |
| 6e | Danny van Poppel    | Pays-Bas  | LottoNL-Jumbo          | + 0 s           |
| 7e | Iván García Cortina | Espagne   | Bahrain-Merida         | + 0 s           |
| 8e | Jon Aberasturi      | Espagne   | Euskadi-Murias         | + 0 s           |
| 9e | Simone Consonni     | Italie    | UAE Team Emirates      | + 0 s           |
| 10e | Matteo Trentin      | Italie    | Mitchelton-Scott       | + 0 s           |

## Classements à l'issue de l'étape

### Classement général
| \| Classement général \| Classement général \| Classement général \| Classement général \| Classement général \| \| Coureur \| Coureur \| Pays \| Équipe \| Temps \| \| ------------------ \| ------------------ \| ------------------ \| ------------------------- \| ------------------ \| \| 1er \| Simon Yates \| Royaume-Uni \| Mitchelton-Scott \| 41 h 03 min 00 s \| \| 2e \| Alejandro Valverde \| Espagne \| Movistar Team \| + 1 s \| \| 3e \| Nairo Quintana \| Colombie \| Movistar Team \| + 14 s \| \| 4e \| Emanuel Buchmann \| Allemagne \| Bora-Hansgrohe \| + 16 s \| \| 5e \| Ion Izagirre \| Espagne \| Bahrain-Merida \| + 17 s \| \| 6e \| Tony Gallopin \| France \| AG2R La Mondiale \| + 24 s \| \| 7e \| Miguel Ángel López \| Colombie \| Astana \| + 27 s \| \| 8e \| Rigoberto Urán \| Colombie \| EF Education First-Drapac \| + 32 s \| \| 9e \| Steven Kruijswijk \| Pays-Bas \| LottoNL-Jumbo \| + 43 s \| \| 10e \| George Bennett \| Nouvelle-Zélande \| LottoNL-Jumbo \| + 47 s \| |                    |                  |                           |                  |
| |                    |                  |                           |                  |
| Source : ProCyclingStats |                    |                  |                           |                  |
| Classement général |                    |                  |                           |                  |
| Coureur | Coureur            | Pays             | Équipe                    | Temps            |
| 1er | Simon Yates        | Royaume-Uni      | Mitchelton-Scott          | 41 h 03 min 00 s |
| 2e | Alejandro Valverde | Espagne          | Movistar Team             | + 1 s            |
| 3e | Nairo Quintana     | Colombie         | Movistar Team             | + 14 s           |
| 4e | Emanuel Buchmann   | Allemagne        | Bora-Hansgrohe            | + 16 s           |
| 5e | Ion Izagirre       | Espagne          | Bahrain-Merida            | + 17 s           |
| 6e | Tony Gallopin      | France           | AG2R La Mondiale          | + 24 s           |
| 7e | Miguel Ángel López | Colombie         | Astana                    | + 27 s           |
| 8e | Rigoberto Urán     | Colombie         | EF Education First-Drapac | + 32 s           |
| 9e | Steven Kruijswijk  | Pays-Bas         | LottoNL-Jumbo             | + 43 s           |
| 10e | George Bennett     | Nouvelle-Zélande | LottoNL-Jumbo             | + 47 s           |

| Classement par points | Classement par points | Classement par points | Classement par points | Classement par points |
| Coureur               | Coureur               | Pays                  | Équipe                | Points                |
| --------------------- | --------------------- | --------------------- | --------------------- | --------------------- |
| 1er                   | Peter Sagan           | Slovaquie             | Bora-Hansgrohe        | 83 pts                |
| 2e                    | Alejandro Valverde    | Espagne               | Movistar Team         | 81 pts                |
| 3e                    | Elia Viviani          | Italie                | Quick-Step Floors     | 66 pts                |
| 4e                    | Benjamin King         | États-Unis            | Dimension Data        | 58 pts                |
| 5e                    | Danny van Poppel      | Pays-Bas              | LottoNL-Jumbo         | 56 pts                |
| 6e                    | Giacomo Nizzolo       | Italie                | Trek-Segafredo        | 53 pts                |
| 7e                    | Michał Kwiatkowski    | Pologne               | Team Sky              | 50 pts                |
| 8e                    | Bauke Mollema         | Pays-Bas              | Trek-Segafredo        | 40 pts                |
| 9e                    | Ion Izagirre          | Espagne               | Bahrain-Merida        | 39 pts                |
| 10e                   | Tony Gallopin         | France                | AG2R La Mondiale      | 37 pts                |

| Classement par points | Classement par points | Classement par points | Classement par points | Classement par points |
| Coureur               | Coureur               | Pays                  | Équipe                | Points                |
| --------------------- | --------------------- | --------------------- | --------------------- | --------------------- |
| 1er                   | Peter Sagan           | Slovaquie             | Bora-Hansgrohe        | 83 pts                |
| 2e                    | Alejandro Valverde    | Espagne               | Movistar Team         | 81 pts                |
| 3e                    | Elia Viviani          | Italie                | Quick-Step Floors     | 66 pts                |
| 4e                    | Benjamin King         | États-Unis            | Dimension Data        | 58 pts                |
| 5e                    | Danny van Poppel      | Pays-Bas              | LottoNL-Jumbo         | 56 pts                |
| 6e                    | Giacomo Nizzolo       | Italie                | Trek-Segafredo        | 53 pts                |
| 7e                    | Michał Kwiatkowski    | Pologne               | Team Sky              | 50 pts                |
| 8e                    | Bauke Mollema         | Pays-Bas              | Trek-Segafredo        | 40 pts                |
| 9e                    | Ion Izagirre          | Espagne               | Bahrain-Merida        | 39 pts                |
| 10e                   | Tony Gallopin         | France                | AG2R La Mondiale      | 37 pts                |

| Classement de la montagne | Classement de la montagne | Classement de la montagne | Classement de la montagne  | Classement de la montagne |
| Coureur                   | Coureur                   | Pays                      | Équipe                     | Points                    |
| ------------------------- | ------------------------- | ------------------------- | -------------------------- | ------------------------- |
| 1er                       | Luis Ángel Maté           | Espagne                   | Cofidis, Solutions Crédits | 60 pts                    |
| 2e                        | Benjamin King             | États-Unis                | Dimension Data             | 33 pts                    |
| 3e                        | Bauke Mollema             | Pays-Bas                  | Trek-Segafredo             | 24 pts                    |
| 4e                        | Pierre Rolland            | France                    | EF Education First-Drapac  | 20 pts                    |
| 5e                        | Thomas De Gendt           | Belgique                  | Lotto-Soudal               | 10 pts                    |
| 6e                        | Ben Gastauer              | Luxembourg                | AG2R La Mondiale           | 7 pts                     |
| 7e                        | Alejandro Valverde        | Espagne                   | Movistar Team              | 6 pts                     |
| 8e                        | Dylan Teuns               | Belgique                  | BMC Racing Team            | 6 pts                     |
| 9e                        | Nikita Stalnow            | Kazakhstan                | Astana                     | 6 pts                     |
| 10e                       | Héctor Sáez               | Espagne                   | Euskadi-Murias             | 4 pts                     |

| Classement de la montagne | Classement de la montagne | Classement de la montagne | Classement de la montagne  | Classement de la montagne |
| Coureur                   | Coureur                   | Pays                      | Équipe                     | Points                    |
| ------------------------- | ------------------------- | ------------------------- | -------------------------- | ------------------------- |
| 1er                       | Luis Ángel Maté           | Espagne                   | Cofidis, Solutions Crédits | 60 pts                    |
| 2e                        | Benjamin King             | États-Unis                | Dimension Data             | 33 pts                    |
| 3e                        | Bauke Mollema             | Pays-Bas                  | Trek-Segafredo             | 24 pts                    |
| 4e                        | Pierre Rolland            | France                    | EF Education First-Drapac  | 20 pts                    |
| 5e                        | Thomas De Gendt           | Belgique                  | Lotto-Soudal               | 10 pts                    |
| 6e                        | Ben Gastauer              | Luxembourg                | AG2R La Mondiale           | 7 pts                     |
| 7e                        | Alejandro Valverde        | Espagne                   | Movistar Team              | 6 pts                     |
| 8e                        | Dylan Teuns               | Belgique                  | BMC Racing Team            | 6 pts                     |
| 9e                        | Nikita Stalnow            | Kazakhstan                | Astana                     | 6 pts                     |
| 10e                       | Héctor Sáez               | Espagne                   | Euskadi-Murias             | 4 pts                     |

| Classement du combiné | Classement du combiné | Classement du combiné | Classement du combiné     | Classement du combiné |
| Coureur               | Coureur               | Pays                  | Équipe                    | Points                |
| --------------------- | --------------------- | --------------------- | ------------------------- | --------------------- |
| 1er                   | Alejandro Valverde    | Espagne               | Movistar Team             | 11 pts                |
| 2e                    | Benjamin King         | États-Unis            | Dimension Data            | 24 pts                |
| 3e                    | Miguel Ángel López    | Colombie              | Astana                    | 32 pts                |
| 4e                    | Bauke Mollema         | Pays-Bas              | Trek-Segafredo            | 38 pts                |
| 5e                    | Simon Yates           | Royaume-Uni           | Mitchelton-Scott          | 45 pts                |
| 6e                    | Nairo Quintana        | Colombie              | Movistar Team             | 45 pts                |
| 7e                    | Michał Kwiatkowski    | Pologne               | Team Sky                  | 45 pts                |
| 8e                    | Laurens De Plus       | Belgique              | Quick-Step Floors         | 75 pts                |
| 9e                    | Simon Clarke          | Australie             | EF Education First-Drapac | 77 pts                |
| 10e                   | Dylan Teuns           | Belgique              | BMC Racing Team           | 78 pts                |

| Classement du combiné | Classement du combiné | Classement du combiné | Classement du combiné     | Classement du combiné |
| Coureur               | Coureur               | Pays                  | Équipe                    | Points                |
| --------------------- | --------------------- | --------------------- | ------------------------- | --------------------- |
| 1er                   | Alejandro Valverde    | Espagne               | Movistar Team             | 11 pts                |
| 2e                    | Benjamin King         | États-Unis            | Dimension Data            | 24 pts                |
| 3e                    | Miguel Ángel López    | Colombie              | Astana                    | 32 pts                |
| 4e                    | Bauke Mollema         | Pays-Bas              | Trek-Segafredo            | 38 pts                |
| 5e                    | Simon Yates           | Royaume-Uni           | Mitchelton-Scott          | 45 pts                |
| 6e                    | Nairo Quintana        | Colombie              | Movistar Team             | 45 pts                |
| 7e                    | Michał Kwiatkowski    | Pologne               | Team Sky                  | 45 pts                |
| 8e                    | Laurens De Plus       | Belgique              | Quick-Step Floors         | 75 pts                |
| 9e                    | Simon Clarke          | Australie             | EF Education First-Drapac | 77 pts                |
| 10e                   | Dylan Teuns           | Belgique              | BMC Racing Team           | 78 pts                |

| Classement par équipes | Classement par équipes                   | Classement par équipes | Classement par équipes |
| Équipe                 | Équipe                                   | Pays                   | Temps                  |
| ---------------------- | ---------------------------------------- | ---------------------- | ---------------------- |
| 1re                    | Lotto NL-Jumbo                           | Pays-Bas               | 123 h 09 min 16 s      |
| 2e                     | Movistar Team                            | Espagne                | + 1 min 36 s           |
| 3e                     | AG2R La Mondiale                         | France                 | + 4 min 08 s           |
| 4e                     | Dimension Data                           | Afrique du Sud         | + 7 min 03 s           |
| 5e                     | Bahrain-Merida                           | Bahreïn                | + 7 min 46 s           |
| 6e                     | Bora-Hansgrohe                           | Allemagne              | + 11 min 23 s          |
| 7e                     | Sky                                      | Royaume-Uni            | + 14 min 34 s          |
| 8e                     | EF Education First-Drapac p/b Cannondale | États-Unis             | + 17 min 24 s          |
| 9e                     | UAE Team Emirates                        | Émirats arabes unis    | + 26 min 33 s          |
| 10e                    | Groupama-FDJ                             | France                 | + 30 min 04 s          |

| Classement par équipes | Classement par équipes                   | Classement par équipes | Classement par équipes |
| Équipe                 | Équipe                                   | Pays                   | Temps                  |
| ---------------------- | ---------------------------------------- | ---------------------- | ---------------------- |
| 1re                    | Lotto NL-Jumbo                           | Pays-Bas               | 123 h 09 min 16 s      |
| 2e                     | Movistar Team                            | Espagne                | + 1 min 36 s           |
| 3e                     | AG2R La Mondiale                         | France                 | + 4 min 08 s           |
| 4e                     | Dimension Data                           | Afrique du Sud         | + 7 min 03 s           |
| 5e                     | Bahrain-Merida                           | Bahreïn                | + 7 min 46 s           |
| 6e                     | Bora-Hansgrohe                           | Allemagne              | + 11 min 23 s          |
| 7e                     | Sky                                      | Royaume-Uni            | + 14 min 34 s          |
| 8e                     | EF Education First-Drapac p/b Cannondale | États-Unis             | + 17 min 24 s          |
| 9e                     | UAE Team Emirates                        | Émirats arabes unis    | + 26 min 33 s          |
| 10e                    | Groupama-FDJ                             | France                 | + 30 min 04 s          |

## Abandons
- 176 -  Daniel Martin (UAE Emirates) : non-partant
- 177 -  Simone Petilli (UAE Emirates) : abandon